# Финеј
Финеј (грч. Phineus) (лат. Phineus) - Име двојице јунака грчких митова.
- Финеј - Краљ у Тракији, син сидонског краља Агенора.
- Финеј - Брат етиописког краља Кефеја.

## Финеј краљ у Тракији

### Митологија
Финеј је био краљ у Тракији, син сидонског краља Агенора. Прва жена му је била Клеопатра, кћерка бога северног ветра Бореја, сестра браће по оцу Зета и Калаиса, браће Бореади, који су тако названи по имену свога оца. када се раставио иод Клеопатре, оженио се једнако лепом и злом Идотејим, кћерком морског бога Протеја.
Богови су Финеја обдарили способношћу да прориче и врача, али када је Финеј злоупотребио ту своу способност и рекао људима које су намере богова, они су га казнили тако што су га свргнули са престола и ослепели. Његова друга жена Идотеја га је уверила да су за то криви његови синови из првог брака, Плексип и Пандион, и он их је дао да се баце у тамницу и да се живи закопају, а богови, када су то видели, су га поново казнили. Послали су Харпије - полу птице полу жебе - да му сваки дан отимају храну, а то што не поједу да загаде својим изметом.
Од те његове муке су га спасили браћа Бореади, крилати јунаци Зет и Калаис, браћа његове прве жене Клеопатре, који су свратили до њега са Аргонаутима, протеравши Харпије. Финеј им се одужио тако што им је рекао како да избегну опасност која их чека на путу за Колхиду и шта да раде како би се оданде срећно вратили.

## Финеј брат краља Кефеја

### Митологија
Финеј је брат етиописког краља Кефеја и младожења његове кћерке Андромеде коју је Персеј спасао од морске немани. Финеј није бринуо о Андромеди док је она била у опасности, а није ни покушавао да јој на било који начин помогне. Међутим, када је она одлучила да се уда за Персеја, Финеј се позвао на своја права као младожење и захтевао је да се она поштују. Када убеђивање није успело, са војском је дошао на венчање Персеја и Андромеде, у намери да их обоје убије. Упао је у дворану у којој је било славље, а Персеј, који код себе није имао никакво оружје, из торбе је извадио Медузину главу. Када су угледали главу Медузе, Финеј и његови војници су се скаменили од ужаса.